# ファン・アルダマ
ファン・アルダマ（西:Juan Aldama、1774年1月3日-1811年6月26日）は、メキシコ独立革命に参加したメキシコ独立軍の大尉である。

## 経歴
メキシコ独立革命以前、アルダマは市民騎士軍の大尉であった他方、ホセファ・オルティス・デ・ドミンゲスを中心とする独立計画を練るケレタロで開かれていた密会にわざわざグアナフアトから参加していた。
この密会の事をスペインへ密告した裏切り者が出た事をアルダマは生地サン・ミゲル・デ・アジェンデで知った。そして、その事をイグナシオ・アジェンデや部下であるミゲル・イダルゴに告げる為に、彼はドローレスに向かった。その後の会合で、革命はアルダマとアジェンデを中心に行われる事となったが、その同意を仲間内で得る前の1810年9月16日、アルダマはイダルゴの発するドローレスの叫びを生で聴き、これによってメキシコ独立革命がイダルゴを中心として勃発した。そしてイダルゴやアジェンデ率いる叛乱軍に加わったが、兵力の消耗をした為にアメリカ合衆国へ一旦撤収した。
翌1811年、アメリカ合衆国からの帰途、叛乱軍はイグナシオ・エリゾンドの裏切りによりスペイン軍の待伏せを食らった。そして、アジェンデやイダルゴと共にアルダマはスペイン軍に捕えられた。そして、軍法会議にて外患罪を問われたアルダマは、アジェンデやホセ・マリアーノ・ヒメネス等と共に処刑された。その後、彼の首はアロンディガ・デ・グラナディータスに運ばれた。その後、1824年には政府によってメキシコシティ・メトロポリタン大聖堂の地下に埋められ、1925年には同じくメキシコシティ改革通り（レフォルマ通り）にあるモニュメントの独立記念柱（Columna de la Independencia、エル・アンヘル）に移送されて今に至る。

## 功績
メキシコ独立革命にて活躍した功績からアルダマと冠する都市名がメキシコ国内に複数存在している。また、同国内のレオンの正式名称のレオン・デ・ロス・アルダマのアルダマも彼の名から取られている。